# Skärmstarr
Skärmstarr (Carex remota) är en flerårig gräslik växt inom släktet starrar och familjen halvgräs. Skärmstarr växer glesa tuvor med strån som är smala, veka och i axsamlingen ofta vinklade. Den har blekt brungulaktiga basala slidor och de klargröna platta bladen blir mellan 1,5 och 2 mm breda och har nästan samma längd som stråna. Skärmstarrens axsamling har långa stödblad och är 8 till 15 cm lång och innehåller 4 till 10 ax, med de nedre långt åtskilda. De vitbruna axfjällen är 2,5 mm och är gröna i mitten. De gulgröna fruktgömmena blir 2,5 till 3,5 mm och har tydliga nerver, sträv kant och kluven näbb. Skärmstarr blir från 20 till 60 cm hög och blommar från juni till juli. Den kan i sällsynta fall skapa hybrider med gråstarr och vippstarr.

## Utbredning
Skärmstarr är ganska vanlig i Norden och återfinns på fuktig till blöt, näringsrik mark, helst med rörligt grundvatten, exempelvis källdrag, småbäckar, alkärr, lövsluttningar, diken och vägkanter. Dess utbredning i Norden sträcker sig till hela södra Sverige, längs kusten i Norge och i stora delar av Danmark.
- Referens: Den nya nordiska floran ISBN 91-46-17584-9